# Heliamphora ciliata
Heliamphora ciliata este o specie de plante carnivore din genul Heliamphora, familia Sarraceniaceae, ordinul Ericales, descrisă de Wistuba, Nerz și Amp; A.Fleischm.. Conform Catalogue of Life specia Heliamphora ciliata nu are subspecii cunoscute.